# Langenloh (Waischenfeld)
Langenloh ist ein Gemeindeteil der Stadt Waischenfeld im Landkreis Bayreuth (Oberfranken, Bayern). Die Gemarkung Langenloh hat eine Fläche von 2,758 km². Sie ist in 466 Flurstücke aufgeteilt, die eine durchschnittliche Flurstücksfläche von 5918,30 m² haben. In ihr liegt neben dem namensgebenden Ort der Gemeindeteil Sauerhof.

## Geografie
Das Dorf Langenloh liegt im zentralen Teil der Fränkischen Schweiz und einen Kilometer nordwestlich des Ailsbaches, der ein linker Zufluss der Wiesent ist. Die Nachbarorte sind Hannberg, Zeubach und Sauerhof im Nordosten, Schweinsmühle im Südosten, Klausstein und Rabenstein im Süden, Pulvermühle im Westen und Waischenfeld im Nordwesten. Langenloh ist von dem zwei Kilometer entfernten Waischenfeld aus über die Kreisstraße BT 34 erreichbar.

## Geschichte
Bis zur Gebietsreform in Bayern war Langenloh der Gemeindesitz einer gleichnamigen Gemeinde im Landkreis Pegnitz, zu der noch die Ortschaft Sauerhof gehörte. Die mit dem bayerischen Gemeindeedikt von 1818 gebildete Gemeinde hatte 1961 insgesamt 97 Einwohner, davon 92 in Langenloh, das damals 18 Wohngebäude hatte. Nachdem die Gemeinde am 30. Juni 1972 aufgelöst worden war, wurde Langenloh zu einem Gemeindeteil der Stadt Waischenfeld.

## Baudenkmäler

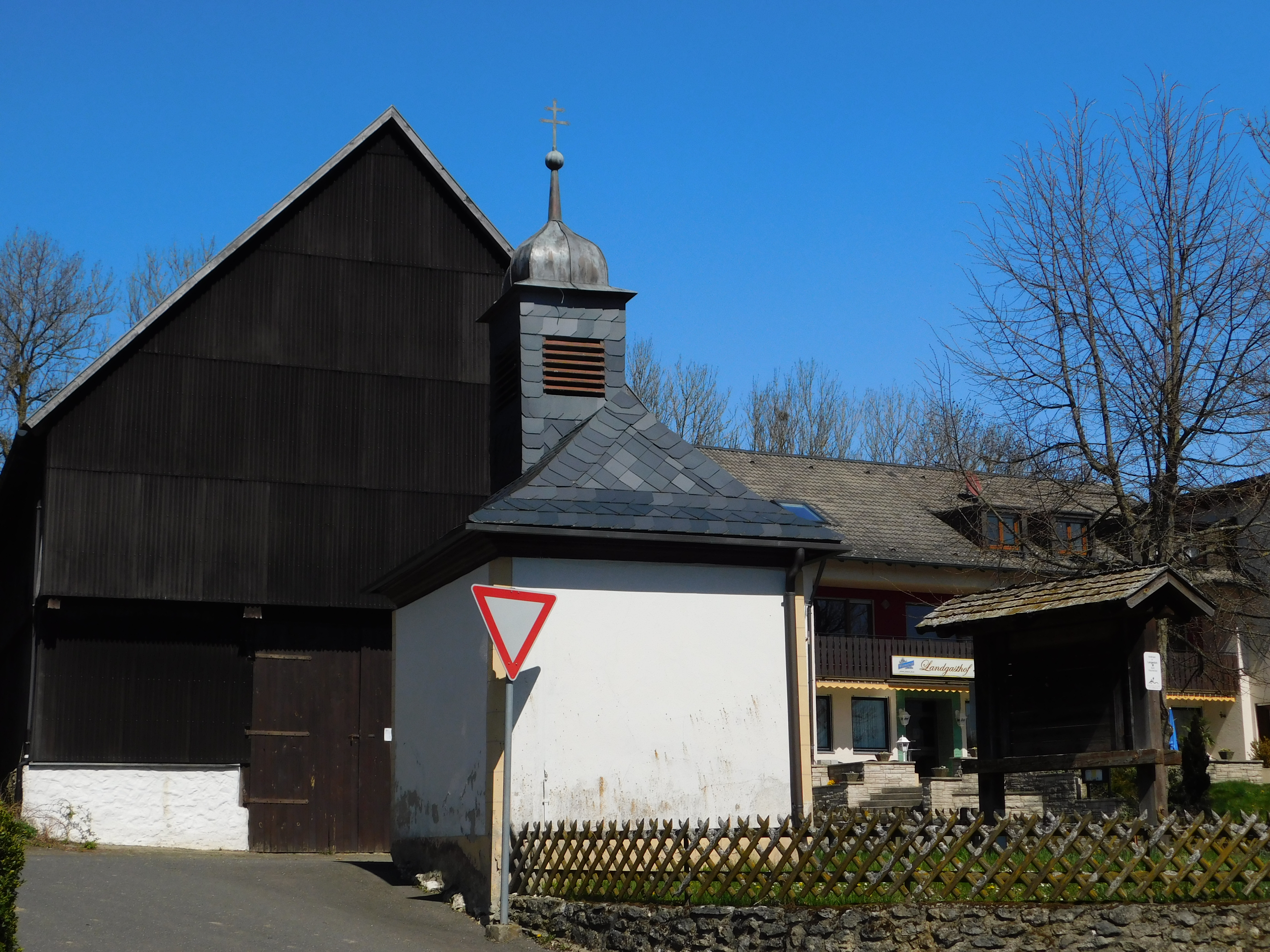
Kapellenrückseite

Baudenkmäler sind eine katholische Kapelle und ein nordwestlich des Dorfes stehender Kreuzstein.